# I-182 (sous-marin)
Pour les articles homonymes, voir I82 et I182.
L'I-182 (イ-182) est un sous-marin de classe Kaidai (海大型潜水艦, Kaidai-gata sensuikan) de la sous-classe Kaidai VII (海大7型（伊七十六型/伊百七十六型, Kaidai-nana-gata, classe I-76/I-176) en service dans la marine impériale japonaise durant la Seconde Guerre mondiale.

## Contexte
Après la Première Guerre mondiale, la marine impériale japonaise a réévalué l'utilisation de la guerre sous-marine comme élément de stratégie de flotte en raison du déploiement réussi de croiseurs-sous-marins à long rayon d'action pour les raids commerciaux des principales marines de combat. Les stratèges japonais en sont venus à réaliser les possibilités d'utilisation de l'arme pour la reconnaissance à longue portée, et dans une guerre d'usure contre une flotte ennemie qui s'approchait du Japon. Deux grands sous-marins japonais à longue portée avaient déjà été construits dans le cadre du programme de la flotte des Huit-six en tant que prototypes (I-51 et I-52), mais l'arrivée le 20 juin 1919 de sept U-boote allemands reçus par le Japon en réparation de guerre à la fin de la Première Guerre mondiale a conduit à une refonte complète. Les Japonais ont rapidement embauché des centaines d'ingénieurs et de techniciens de sous-marins allemands et d'anciens officiers de sous-marins allemands au chômage à la suite de la défaite de l'Allemagne pendant la Première Guerre mondiale, et les ont fait venir au Japon dans le cadre de contrats de cinq ans. L'ONI (Office of Naval Intelligence) américain a estimé que quelque 800 conseillers allemands s'étaient rendus au Japon à la fin de 1920. Les Japonais ont également envoyé des délégations en Allemagne, et ont participé activement à l'achat de nombreux brevets.

## Description
Les sous-marins de la sous-classe KD7 étaient des sous-marins d'attaque à moyenne portée développés à partir de la sous-classe KD6 précédente. La dernière version de la classe Kaidai a été élaborée en 1939. La construction s'étalant entre 1942 et 1943, la décision avait été prise à la suite du quatrième plan de réarmement japonais. Les tubes lance-torpilles arrières ont été supprimés pour en placer six à l'avant. L'endurance de ces navires a été portée à 75 jours.
Ils ont un déplacement de 1 656 t en surface et 2 644 t en immersion. Les sous-marins mesuraient 105 mètres de long, avaient une largeur de 8,25 mètres et un tirant d'eau de 4,58 mètres. Les sous-marins permettaient une profondeur de plongée de 80 m et avaient un effectif de 86 officiers et membres d'équipage.
Kampon a été retenu comme fabricant des moteurs diesel Mk.1B Model 8, dont les performances étaient supérieures de 30% à celles des moteurs des premières sous-classes. Pour la navigation de surface, les sous-marins étaient propulsés par deux moteurs diesel de 4 000 cv (2 950 kW), chacun entraînant un arbre d'hélice. En immersion, chaque hélice était entraînée par un moteur électrique de 900 chevaux-vapeur (671 kW). Ils pouvaient atteindre 23,1 nœuds (42,8 km/h) en surface et 8 nœuds (14,8 km/h) sous l'eau. En surface, les KD7 avaient une autonomie de 8 000 milles nautiques (15 000 km) à 16 noeuds (30 km/h); en immersion, ils avaient une autonomie de 50 milles nautiques (193 km) à 5 noeuds (9,3 km/h).
Les sous-marins étaient armés de 6 tubes lance-torpilles internes de 53,3 cm, tous à l'avant. Ils transportaient une recharge pour chaque tube, soit un total de 12 torpilles Type 95. Ils étaient également armés d'un canon de pont de 120 mm (L/40) Type 11e année pour le combat en surface et de 2 canons anti-aérien de 25 mm Type 96.

## Construction
Construit par l'Arsenal naval de Yokosuka au Japon, le I-182 a été mis sur cale probablement en 1941. Il est renommé I-82 le 1er novembre 1941. Il a été renommé I-182 le 20 mai 1942 et lancé le 30 mai 1942. Il a été achevé et mis en service le 10 mai 1943.

## Historique
Mis en service le 10 mai 1943, le I-182 est rattaché au district naval de Sasebo et affecté au 11e division de sous-marins du 1er escadron de sous-marins. Le capitaine de corvette (海軍少佐 (Kaigun-shōsa)) Yonehara Minoru est le 1er et unique commandant du sous-marin.
Le 10 août 1943, il est réaffecté à la 22e division de sous-marins du 3e escadron de sous-marins.
Le 22 août 1943, le I-182 part de Truk pour patrouiller au large des Nouvelles-Hébrides.
Le 1er septembre 1943, à 10h55, le destroyer USS Wadsworth du commandant John F. Walsh arrive d'Espiritu Santo en tant que membre d'un groupe de chasseurs-tueurs (groupe Hunter-killer) et commence les recherches sur un axe nord-sud. A 13h00, le Wadsworth établit un contact sonar puissant et largue une série complète de 10 grenades sous-marines avec des réglages de profondeur de 150 pieds (45 m), mais avec des résultats négatifs.

La deuxième attaque du Wadsworth se transforme en une poursuite de chasse à l'homme. Le sous-marin tourne à gauche juste avant que les grenades sous-marines, réglées à 250 pieds (76 m), ne soient tirées. Le sous-marin poursuit sa course vers le sud, puis vers le nord-est, créant des sillages qui nuisent à la réception du sonar. Le Wadsworth effectue plusieurs passages sans larguer de grenades sous-marines, puis tire un tir en profondeur, réglé à 425 pieds (130 m). Lorsque le destroyer tourne pour dégager la zone, une énorme bulle fait surface, mais sinon les résultats sont négatifs.

La quatrième attaque se transforme en une poursuite de chasse à l'homme, le sous-marin manœuvrant pour créer des perturbations sous-marines. Après avoir largué 10 charges avec un réglage moyen de 250 pieds, le Wadsworth tourne vers l'est pour ouvrir le champ de tir. Un hydravion de patrouille Consolidated PBY Catalina signale une nappe de pétrole et des débris juste au sud du dernier modèle de charge sous-marine. La nappe sent le gazole et mesure environ 400 sur 600 mètres. Des débris de bois sont également aperçus à la position géographique de 15° 38′ S, 166° 57′ E, mais l'identité du sous-marin que le Wadswortha coulé reste inconnue.
Le 15 septembre 1943, le I-182 reçoit l'ordre de retourner à Truk, mais ne répond pas au signal.
Le 22 octobre 1943, le I-182 est présumé perdu avec les 87 membres d'équipage au large d'Espiritu Santo.
Fin 1943, il est retiré de la liste de la marine.